# スター・ウォーズ: ビジョンズ
スター・ウォーズ：ビジョンズは、スター・ウォーズシリーズをもとにした、アニメアンソロジーシリーズ。
ルーカスフィルム・アニメーションが製作を担当し、日本のアニメ制作会社である神風動画、Studio COLORIDO、GENO STUDIO、TRIGGER、Kinema Citrus、Production I.G、サイエンスSARUの7つのスタジオが、スター・ウォーズの世界観をベースにそれぞれのオリジナルストーリーで9本の短編作品を制作したシーズン1（Volume 1）が、2021年9月22日にストリーミングサービス「Disney+」にて一挙独占配信を開始。2023年5月4日、海外のスタジオがメインとなったシーズン2（Volume 2）の全9話が配信開始。

## キャラクター

### Volume 1
| キャラクター                | 声優           | 声優                           |
| キャラクター                | 日本語         | 英語                           |
| The Duel                    | The Duel       | The Duel                       |
| --------------------------- | -------------- | ------------------------------ |
| ローニン                    | てらそままさき | ブライアン・ティー             |
| 野盗のボス                  | 渡辺明乃       | ルーシー・リュー               |
| 少年村長                    | 三瓶由布子     | ジェイデン・ウォルドマン       |
| タトゥイーン・ラプソディ    |                |                                |
| ジェイ                      | 吉野裕行       | ジョセフ・ゴードン＝レヴィット |
| ギーザー                    | 後藤光祐       | ボビー・モイニハン             |
| ラン                        | 勝杏里         | マーク・トンプソン             |
| K-344                       | 藤田昌代       | シェルビー・ヤング             |
| ボバ・フェット              | 金田明夫       | テムエラ・モリソン             |
| THE TWINS                   |                |                                |
| Karre／カレ                 | 榎木淳弥       | ニール・パトリック・ハリス     |
| Am／アム                    | 白石涼子       | アリソン・ブリー               |
| B-2ON                       | 川島得愛       | ジョナサン・リポフ             |
| 村の花嫁                    |                |                                |
| エフ                        | 瀬戸麻沙美     | 福原かれん                     |
| ヴァン 英吹替名：ヴァルコ   | 上川隆也       | ケイリー＝ヒロユキ・タガワ     |
| ハル                        | 潘めぐみ       | ニコール・サクラ               |
| アス                        | 内田雄馬       | クリストファー・シーン         |
| イズマ                      | 下山吉光       | アンドリュー・キシノ           |
| サク                        | 伊瀬茉莉也     | ステファニー・シェー           |
| 九人目のジェダイ            |                |                                |
| カーラ                      | 赤崎千夏       | キミコ・グレン                 |
| ジーマ                      | 三木眞一郎     | シム・リウ                     |
| ジューロ                    | 金尾哲夫       | アンドリュー・キシノ           |
| イーサン                    | 峯田大夢       | マシ・オカ                     |
| ローデン                    | 中井和哉       | グレッグ・チャン               |
| ヘン・ジン                  | 平川大輔       | マイケル・シンターニクラス     |
| ナレーション                | 大塚明夫       | ニール・キャプラン             |
| T0-B1                       |                |                                |
| T0-B1（ティーオービーワン） | 野沢雅子       | ジェイデン・ウォルドマン       |
| ミタカ博士                  | 磯部勉         | カイル・チャンドラー           |
| The Elder                   |                |                                |
| タジン                      | 土師孝也       | デヴィッド・ハーバー           |
| ダン                        | 中村悠一       | ジョーダン・フィッシャー       |
| 老人                        | 緒方賢一       | ジェームズ・ホン               |
| のらうさロップと緋桜お蝶    |                |                                |
| ロップ                      | 小林星蘭       | アンナ・カスカート             |
| お蝶                        | 清水理沙       | ロミ・デイムス                 |
| 弥三郎                      | 藤村忠寿       | ポール・ナカウチ               |
| 帝国将校                    | 中野泰佑       | カイル・マカフリー             |
| 赤霧                        |                |                                |
| ツバキ                      | 宮崎遊         | ヘンリー・ゴールディング       |
| ミサ                        | Lynn           | ジェイミー・チャン             |
| センシュウ                  | チョー         | ジョージ・タケイ               |
| カマハチ                    | 高木渉         | キーオン・ヤング               |
| マサゴ                      | 野沢由香里     | ロレイン・トゥーサント         |

## エピソード

### Volume 1
| 2021年9月22日配信 |                            |                  |                  |                    |                  |
| 1                 | "The Duel"                 | 水野貴信         | 堺三保           | 井内啓二           | 神風動画         |
| 2                 | "タトゥイーン・ラプソディ" | 木村拓           | 新八角           | 出羽良彰           | スタジオコロリド |
| 3                 | "The Twins"                | 今石洋之         | 若林広海         | 大島ミチル         | TRIGGER          |
| 4                 | "村の花嫁"                 | 垪和等           | 大西雄仁、垪和等 | ケビン・ペンキン   | キネマシトラス   |
| 5                 | "九人目のジェダイ"         | 神山健治         | 神山健治         | 戸田信子、陣内一真 | Production I.G   |
| 6                 | "T0-B1"                    | アベル・ゴンゴラ | 木戸雄一郎       | 渋谷慶一郎、A-bee  | サイエンスSARU   |
| 7                 | "The Elder"                | 大塚雅彦         | 大塚雅彦         | 大島ミチル         | TRIGGER          |
| 8                 | "のらうさロップと緋桜お蝶" | 五十嵐祐貴       | さやわか         | 出羽良彰           | ジェノスタジオ   |
| 9                 | "赤霧"                     | チェ・ウニョン   | 木戸雄一郎       | U-zhaan            | サイエンスSARU   |

### Volume 2
| 2023年5月4日配信 |                            |                                 |                                                       |                                  |                    |
| 1                | "シス"                     | Rodrigo Blaas                   | Rodrigo Blaas                                         | Dan Levy                         | El Guiri Studios   |
| 2                | "スクリーチャーズ・リーチ" | Paul Young                      | Will Collins & Jason Tammemägi                        | Leo Pearson                      | Cartoon Saloon     |
| 3                | "星の中で"                 | Gabriel Osorio                  | Gabriel Osorio                                        | Andrés Walker & Patricio Portius | Punkrobor Studio   |
| 4                | "だってママだもの"         | Magdalena Osinska               | Magdalena Osinska Holly Walsh & Barunka O'shaughnessy | Jean-Marc Petsas                 | Aardman Animations |
| 5                | "ダークヘッドへの旅"       | Hyeong Geun Park                | Chung Se Rang                                         | Jang Young Gyu & イ・ビョンフン  | Studio Mir         |
| 6                | "スパイ・ダンサー"         | Julien Chheng                   | Julien Chheng                                         | Olivier Deriviere                | Studio La Cachette |
| 7                | "ゴラクの盗賊"             | Ishuan Shukla                   | Ishuan Shukla                                         | Sneha Khanwalker                 | 88 Pictures        |
| 8                | "穴"                       | LeAndre Thomas and Justin Ridge | LeAndre Thomas                                        | ダニエル・ロパティン             | D'ART Shtajio      |
| 9                | "アーウの歌"               | Nadia Darries and Daniel Clark  | Nadia Darries and Daniel Clarke                       | Markus Wornstorm                 | Triggerfish        |

## 製作

### 開発
2020年12月10日、『スター・ウォーズ：ヴィジョンズ』は、スター・ウォーズの世界を舞台に、異なるクリエイターによる10本の短編作品を収録したアニメアンソロジーシリーズであることが発表された。
『ヴィジョンズ』のストーリーは、スター・ウォーズの時間軸に準拠する必要はなかった。
私たちは、アニメというユニークなレンズを通して、「スター・ウォーズ」の銀河系のあらゆる想像力の可能性を追求するために、クリエイターたちに広い創造の余地を与えたいと考えた。私たちは、これらの作品を、制作しているスタジオやクリエイターにとって可能な限り本物であり、彼らが得意とするメディアで、彼ら独自のプロセスを経て作られたものにしたいと考えた。このアイデアは、彼らがインスピレーションを受けた「スター・ウォーズ」銀河のあらゆる要素を取り入れた彼らのビジョンであり、「スター・ウォーズ」銀河でこれまでに見たことのない、本当に素晴らしいアンソロジーシリーズを作ることを目指している。—ジェームズ・ウォー
『The Duel』のストーリーは、「日本の伝承から引き出された別の歴史」と具体的に謳われた。 
『のらうさロップと緋桜お蝶』は、『シスの復讐』と『新たなる希望』の間の銀河帝国の統治時代が舞台。また『The Twins』と『九人目のジェダイ』は『スカイウォーカーの夜明け』よりも後の時代が舞台（スター・ウォーズシリーズの映像作品の中では最も後の時代を描いた作品）。
2022年5月30日、第2シーズンの制作がスター・ウォーズ公式Twitterで発表された。
2024年11月19日、第3シーズンの制作が発表された。
2025年4月20日、日本の千葉県にて行われた「スター・ウォーズ セレブレーション ジャパン 2025」において、『Star Wars Visions Presents -The Ninth Jedi』を2026年にDisney+にて配信する事を発表した。

## 公開
2021年9月22日、Volume 1がDisney +で公開された。
2023年5月4日、Volume 2がDisney +で公開された。
2025年4月20日、日本の千葉県にて行われた「スター・ウォーズ セレブレーション ジャパン 2025」において、Volume 3の公開が2025年10月29日に決定したことが発表された。

## 漫画
『月刊ビッグガンガン』（スクウェア・エニックス）にて、「スター・ウォーズ」シリーズの2作品をコミカライズ連載する企画を開催。『スター・ウォーズ:マンダロリアン』とともに2022年5月25日発売の同誌Vol.06よりVol.09まで、複数の漫画家が「9作のうち4作を1話完結型のオムニバス形式」で連載。漫画は白浜鴎、春壱、大沢祐輔、左藤圭右が担当。